# Wayne megye (Pennsylvania)
Wayne megye az Amerikai Egyesült Államokban, azon belül Pennsylvania államban található. Megyeszékhelye és legnagyobb városa Honesdale. Lakosainak száma 51 155 fő (2020. április 1.). Wayne megye Broome, Delaware, Sullivan, Pike, Monroe, Lackawanna és Susquehanna megyékkel határos.

## Népesség
A megye népességének változása:
| Lakosok száma | 52 953 | 52 275 | 51 734 | 51 548 | 51 198 | 51 155 |
|               | 2010   | 2011   | 2012   | 2013   | 2015   | 2020   |